# Zacarías (papa)
Zacarías (en latín: Zacharias) (Calabria, 679-Roma, 15 de marzo de 752) fue el 91.er papa de la Iglesia católica, de 741 a 752. Fue el último pontífice romano del denominado papado bizantino, período en el cual el papado estaba bajo la dominación del Imperio bizantino y los papas requerían la aprobación del emperador bizantino para la consagración episcopal. Zacarías fue, en efecto, el último pontífice en solicitar la confirmación imperial de su elección. De la misma manera, fue el último que era de origen oriental, ya que muchos de los papas de este período culturalmente eran de origen griego en una sucesión casi ininterrumpida desde el papa Agatón. Simultáneamente con el desligue del Imperio de Oriente, que fue un proceso de alejamiento que venía desde tiempo antes, se produce un giro hacia Occidente cuando asciende la dinastía Carolingia en el reino franco al usurpar Pipino el Breve el trono de Childerico III (último rey franco de la dinastía Merovingia), lo cual es sancionado por el papa Zacarías.

## Biografía

### Primeros años
Apenas se sabe nada de su vida antes de ser consagrado como papa. 
Hijo de un colono griego llamado Policrono, Zacarías pertenecía al grupo étnico de los griegos de Calabria. Muy probablemente fue un diácono de la Iglesia Romana y como tal firmó los decretos del concilio romano de 732. A la muerte de su predecesor Gregorio III el 28 de noviembre de 741, fue elegido papa el mismo día o bien pocos días después, el 3 o 5 de diciembre.

### Papado

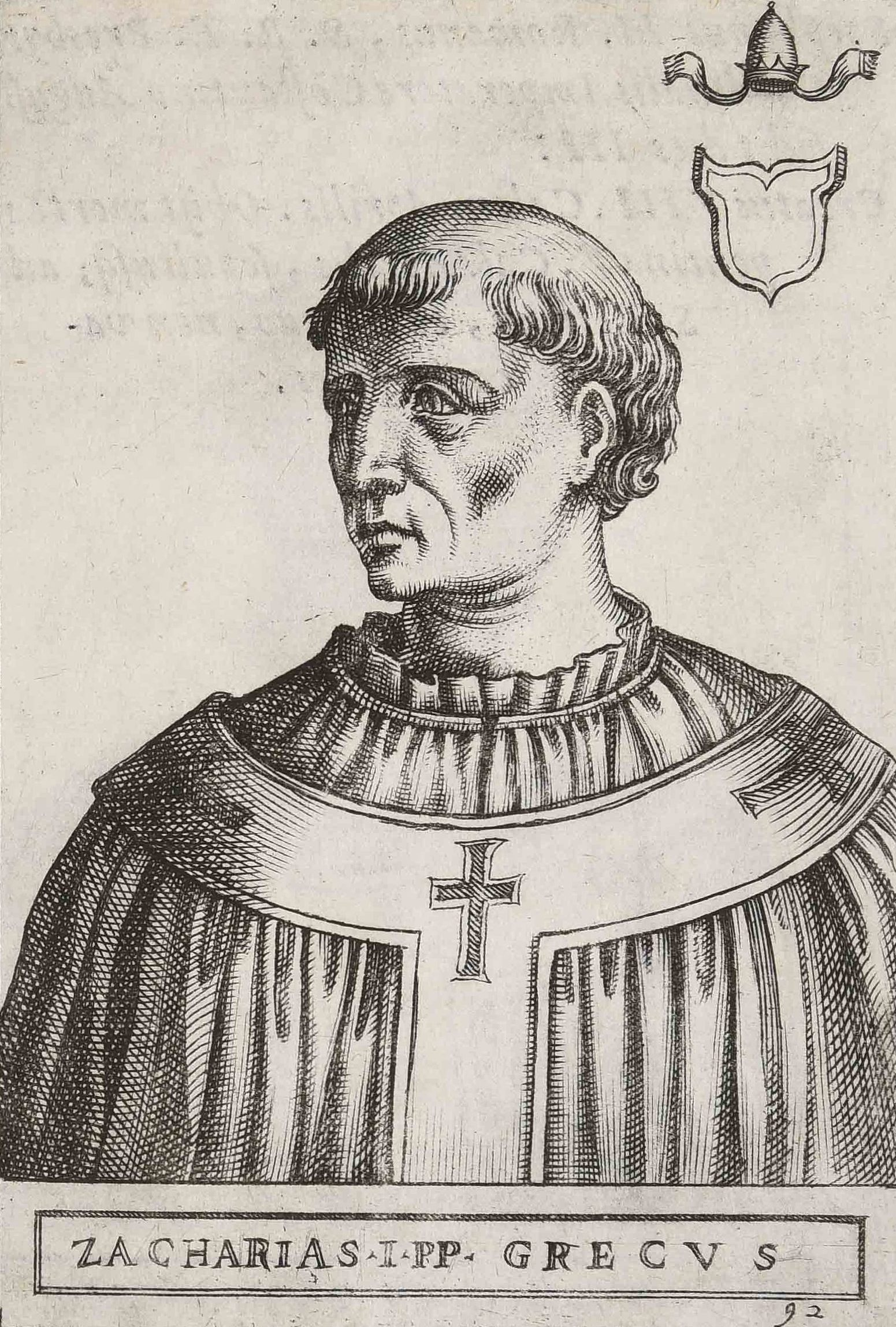
ZACHARIAS PP GRECVS Grabado del papa Zacarías, hecho alrededor de 1580

Su biógrafo en el Liber Pontificalis lo describe como un hombre de carácter amable y conciliador que era caritativo con el clero y el pueblo. De hecho, el nuevo papa siempre se mostró astuto y conciliador en sus acciones y, por lo tanto, sus empresas tuvieron éxito.
En sus primeros años de pontificado, Zacarías consiguió que los lombardos (pueblo germánico que ocupó el norte de la actual Italia) devolvieran algunas ciudades a la Iglesia.
Cuando Zacarías ascendió al trono, la posición de la ciudad y el Ducado de Roma se encontraba en una situación muy grave. Liutprando, rey de los lombardos, estaba preparando una nueva incursión en el territorio romano. El duque de Spoleto Trasamundo II, con quien el papa Gregorio III había formado una alianza contra Liutprando, no cumplió su promesa de ayudar a los romanos a recuperar las ciudades tomadas por los lombardos. En consecuencia, Zacarías abandonó la alianza con Trasamundo y trató de proteger los intereses de Roma y el territorio romano mediante la influencia personal sobre Liutprando. A petición del Exarcado de Rávena, Zacarías persuadió a Liutprando para que abandonara el ataque planeado contra Rávena y restaurara el territorio incautado a la ciudad.
En 741 consiguió una tregua con Liutprando que duraría 20 años recuperando gran parte del territorio en el ducado de Roma.
Fue el último papa que anunció su elección a un gobernante bizantino o que buscó su aprobación. Su carta (synodica) enviada a Constantinopla poco después de su entronización para notificar su elección iba dirigida a la Iglesia de Constantinopla, pero no al patriarca iconoclasta Anastasio. Los enviados del papa también llevaron una carta dirigida al emperador Constantino V (quien había sucedido recientemente a su padre León III) en la que el pontífice lo exhortaba a dejar las políticas iconoclastas del Imperio y a restaurar la doctrina y la práctica de la Iglesia respecto al culto de las imágenes. Sin embargo, al llegar a la ciudad los enviados se toparon con Artabasdo, quien se había hecho con el trono del Imperio tras una rebelión en 741. No fue hasta 743 que Constantino volvió al poder y recibió a los enviados del papa de forma amistosa, ya que estos nunca establecieron una relación cercana con Artabasdo a pesar de que la revuelta iba sustentada por la facción iconódula. Constantino no realizó la solicitud del papa de abandonar la iconoclasia, aunque este tema no se llegó a tratar mucho durante el pontificado de Zacarías, y, de hecho, las relaciones entre la Iglesia Romana y el emperador no fueron del todo malas, ya que Constantino apreció de cierto modo la labor del papa en repeler las incursiones de los lombardos. Los enviados llegaron a obtener del emperador una donación a la Iglesia de Roma, que eran las poblaciones de Nimfa y Norbia, en Italia, cuyos territorios se extendían hasta el mar. Sin embargo, las relaciones con Constantino V fueron en general distantes, lo que contribuyó al alejamiento del papado con respecto a Oriente. Zacarías no dudó en socorrer a los monjes expulsados de Constantinopla por los iconoclastas. Después de la muerte del papa, el emperador Constantino V fortaleció decisivamente la iconoclasia en el Imperio bizantino con medidas como la celebración del Concilio de Hieria (754).
Zacarías mantuvo correspondencia con el arzobispo Bonifacio de Maguncia(quien había sido enviado por el papa Gregorio II a evangelizar Alemania), aconsejándole sobre cómo tratar con prelados de mala reputación como Milone, obispo de Reims y Tréveris. Zacarías escribió: "En cuanto a Milone y sus semejantes, que están haciendo un gran daño a la iglesia de Dios, predica a tiempo y a destiempo, según la palabra del Apóstol, que cesen de sus malos caminos". Gracias en parte a las críticas de Zacarías, el obispo Milone fue depuesto en 744 por un concilio celebrado en Soissons. La correspondencia también incluyó cuestiones como la erección de nuevas diócesis en Alemania, designación de obispos, y la participación de Bonifacio de Maguncia en el Concilio germánico convocado por Carlomán. En 745 Zacarías convocó un sínodo en Roma para desalentar una tendencia hacia la adoración de los ángeles.
Un acontecimiento relevante fuera de la península itálica fue que Zacarías contribuyó a que Pipino el Breve destronara en 751 a Childerico III, último rey merovingio. En efecto, Pipino el Breve, mayordomo de palacio, era el hombre fuerte que gobernaba en la práctica el pueblo franco y Childerico III, el rey débil llamado a dar fin al linaje de Clodoveo. En tal situación, para legitimar su planeada usurpación del trono, Pipino el Breve realiza al papa una comprometedora consulta cargada en apariencia de ingenua búsqueda de la ortodoxa conducta: ¿Quién debía ser el rey de los francos: el que ejercía en la práctica la realeza o quien la ostentaba nominalmente? El papa zanjó la cuestión con este veredicto: «Quien lo es de hecho, séalo de derecho», valiéndose de la doctrina del poder de san Isidoro de Sevilla, obispo de Sevilla.
Así nació una fuerte relación de vínculos políticos y religiosos entre el Papado y la dinastía Carolingia, fundada por Pipino. 
Envió al arzobispo Bonifacio de Maguncia para que coronara a Pipino el Breve rey de los francos en nombre suyo.
Las fronteras del exarcado de Rávena continuaron siendo estables durante el reinado de Zacarías luego de la tregua con el rey Liutprando, aunque esto se debió únicamente a los empeños del papa por contener las incursiones de los lombardos en el territorio bizantino en Italia, posponiendo la caída del gobierno imperial en el territorio romano. Después de la muerte de Liutprando en 744, el trono lombardo fue ocupado por Rachis, quien suspendió las campañas de conquista de sus predecesores y ratificó la paz con el exarcado. Sin embargo, en 749, probablemente cediendo ante la presión de la facción lombarda opuesta a la paz con el Imperio, Rachis invadió los ducados de Perugia y Pentápolis. El papa se reunió con el rey en Perugia y le convenció de levantar el asedio. Esto significó que cuando Rachis regresara a Pavía (la capital lombarda) fuera depuesto por sus oponentes, que eligieron rey a Astolfo, encargado de restaurar las campañas de conquista del reino lombardo.
Simultáneamente con el ascenso de la dinastía Carolingia en Francia, los lombardos liderados por Astolfo se apoderaron de Rávena en 751 ejecutando al último exarca ese mismo año, dando fin al exarcado de Rávena y dejando a Roma ahora solo en manos del papa.
Zacarías se preocupó mucho por la restauración de las iglesias de Roma. Construyó la iglesia original de Santa María sobre Minerva sobre un antiguo templo dedicado a la diosa Minerva cerca del Panteón. También restauró el palacio de Letrán y prohibió el tráfico de esclavos en Roma luego de que los comerciantes venecianos compraran muchos esclavos en la ciudad para venderlos a los musulmanes del norte de África, llegando a pagar el precio de los comerciantes para darles a los esclavos su libertad.

### Muerte y hechos posteriores
El papa Zacarías murió alrededor del 15 de marzo de 752 (también pudo haber sido el 12, el 14 o el 22), y fue enterrado en la basílica de San Pedro. Su sucesor electo, Esteban, murió a los pocos días sin llegar a ser ordenado obispo de Roma (la razón por la que no se lo considera como un papa), y Zacarías fue finalmente sucedido por Esteban II, quien continuó con la política de acercamiento con los carolingios e instauró mediante la Donación de Pipino los Estados Pontificios, que heredaba las fronteras del extinto exarcado de Rávena.

### Valoración de su reinado
Zacarías es considerado un administrador capaz y un diplomático hábil y sutil en una época riesgosa, donde las fronteras del exarcado de Rávena se vieron constantemente amenazadas por los lombardos y él tuvo éxito al usar su influencia personal sobre los reyes Liutprando y Rachis para evitar incursiones. Esto fue lo que el historiador eclesiástico Johann Peter Kirsch dijo de Zacarías: "En una época problemática, Zacarías demostró ser un sucesor excelente, capaz, vigoroso y caritativo de Pedro". El historiador Peter Partner llamó a Zacarías un diplomático hábil, "tal vez el más sutil y capaz de todos los pontífices romanos, en este oscuro corredor en el que la Sede Romana se cernía justo dentro de las puertas del mundo bizantino".

## Obras
Zacarías tradujo al idioma griego los Diálogos de su predecesor Gregorio Magno para los monasterios griegos de Roma e Italia. Sus cartas y decretos se conservan hasta hoy.

## Testimonios
Nos ha llegado una biografía suya, la Vida del Papa Zacarías, escrita por Anastasio el bibliotecario.

## Culto
Es venerado como santo por la Iglesia católica y su fiesta se celebra el 15 de marzo.